# Uncial 0308
Uncial 0308 (nos numeriais de Gregory-Aland), é um manuscrito uncial grego do Novo Testamento.